# Municipio de Leoni
El municipio de Leoni (en inglés: Leoni Township) es un municipio ubicado en el condado de Jackson en el estado estadounidense de Míchigan. En el año 2010 tenía una población de 13807 habitantes y una densidad poblacional de 104,07 personas por km².

## Geografía
El municipio de Leoni se encuentra ubicado en las coordenadas 42°16′24″N 84°18′6″O / 42.27333, -84.30167. Según la Oficina del Censo de los Estados Unidos, el municipio tiene una superficie total de 132.66 km², de la cual 125.73 km² corresponden a tierra firme y (5.23%) 6.94 km² es agua.

## Demografía
Según el censo de 2010, había 13807 personas residiendo en el municipio de Leoni. La densidad de población era de 104,07 hab./km². De los 13807 habitantes, el municipio de Leoni estaba compuesto por el 95.27% blancos, el 1.23% eran afroamericanos, el 0.41% eran amerindios, el 0.46% eran asiáticos, el 0.02% eran isleños del Pacífico, el 0.51% eran de otras razas y el 2.11% pertenecían a dos o más razas. Del total de la población el 2.35% eran hispanos o latinos de cualquier raza.